# Arnaldo Jabor
Arnaldo Jabor est un scénariste, réalisateur, producteur, monteur, acteur et compositeur brésilien né le 12 décembre 1940 à Rio de Janeiro (Brésil) et mort le 15 février 2022 à São Paulo (Brésil).

## Biographie
Arnaldo Jabor est d'origine libanaise et identifié comme athée.
Initialement associé au mouvement Cinema Novo avec son premier long métrage de fiction Pindorama (1970), Arnaldo Jabor a continué à réaliser neuf films entre 1965 et 1990. Son film de 1973 Toute nudité sera châtiée a remporté l'Ours d'argent à la 23e Berlinale. Dans les années 1980, il a connu un succès critique et commercial avec ses drames romantiques psychologiques chargés d'érotisme Eu Te Amo (1981) et Parle-moi d'amour (1986), ce dernier étant nommé à la Palme d'Or au 39e Festival de Cannes. .
À la fin de sa carrière de cinéaste, il considérait sa comédie satirique Tudo Bem (1978) comme son meilleur film.
Jabor est décédé à São Paulo le 15 février 2022 à l'âge de 81 ans.

## Filmographie

### Comme réalisateur et scénariste
- 1967 : A Opinião Pública (documentaire)
- 1967 : O Circo (court métrage documentaire)
- 1970 : Pindorama
- 1973 : Toute nudité sera châtiée (Toda Nudez Será Castigada)
- 1976 : O Casamento
- 1978 : Tudo Bem
- 1981 : Eu Te Amo
- 1986 : Parle-moi d'amour (Eu Sei Que Vou Te Amar)
- 1990 : Carnaval (court métrage)
- 2010 : Suprema Felicidade

### Comme producteur
- 1967 : A Opinião Pública
- 1970 : Pindorama
- 1973 : Toute nudité sera chatiée (Toda Nudez Será Castigada)
- 1978 : Tudo Bem
- 1986 : Eu Sei Que Vou Te Amar

### Comme monteur
- 1967 : A Opinião Pública
- 1970 : Pindorama

### Comme acteur
- 1966 : La Grande Ville (A Grande Cidade) de Carlos Diegues
- 1967 : Garota de Ipanema  de Leon Hirszman : interpreter

### Comme compositeur
- 2003 : Celebridade (série TV)

## Récompenses et distinctions

### Récompenses
- 1973 : Ours d'argent à la Berlinale 1973 pour Toute nudité sera chatiée[2]